# Claude Gilliot

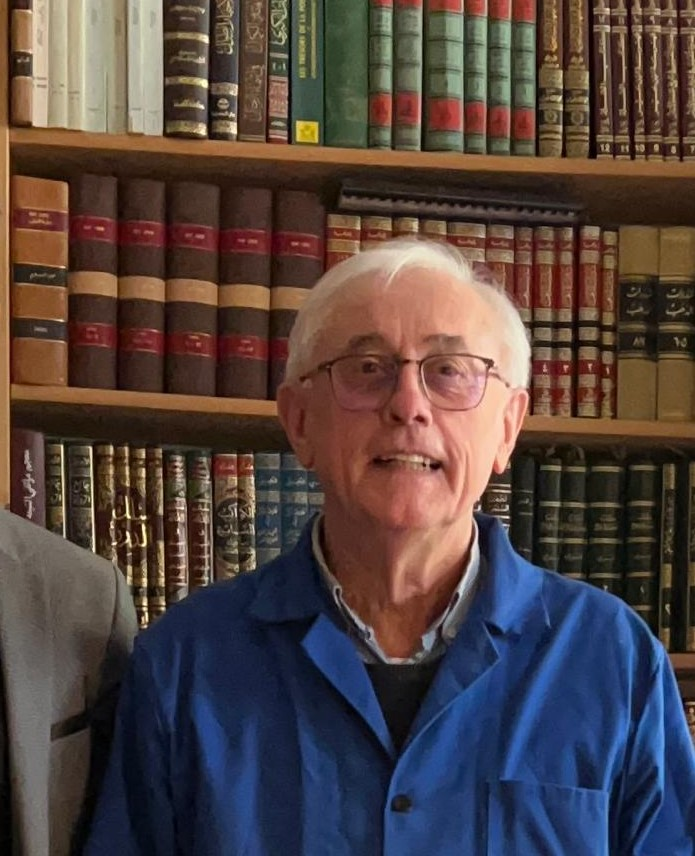
Claude Gilliot

Claude Gilliot (geb. 6. Januar 1940 in Guemps; gest. am 15. März 2025 in Aix-en-Provence) war ein französischer Islamwissenschaftler und Arabist aus dem Dominikanerorden. Das Doctorat d’état 1987 absolvierte er über Aspects de l’imaginaire islamique commun dans le Commentaire de Tabari. Er war Professor für Arabistik und Islamwissenschaft an der Universität der Provence und Autor verschiedener Artikel über Koranexegese und islamische Theologie aus der „klassischen“ Zeit. Sein Forschungsschwerpunkt war die Untersuchung des Entstehungsprozesses des Korans. Gilliot wies beispielsweise darauf hin, dass der hohe Anteil der Karramiten in Chorasan an der Koranauslegung in der westlichen Forschung lange unbekannt war.

## Publikationen (Auswahl)
- Muqātil, grand exégète, traditionniste et théologien maudit. In: Journal Asiatique 1/2 (1991), S. 39–92; korrigierte und erweiterte Version: 2013 G. 3. 17.
- Reconstruction critique du Coran (insbesondere Excursus 1 & Excursus 2) – Online unter researchgate.net *
- Textes arabes anciens. In: MIDEO (Mélanges Institut Dominicain d’Etudes Orientales du Caire)
- Der koranische Kommentar des Ibāḍiten Hūd b. Muḥkim/Muḥakkam. In: ZDMG, Supplementband XI:XXVI (1995), S. 243–249
- (Hrsg.): Das Prophetenhadit. Dimensionen einer islamischen Literaturgattung. Vandenhoeck und Ruprecht. Göttingen 2006
- Muhammad, Le Coran et les "Contraintes de l'histoire". In: Stefan Wild (Hrsg.): The Qur'an as Text. Brill, Leiden 1996. S. 3–26
- Kontinuität und Wandel in der "klassischen" islamischen Koranauslegung (II./VIII.-XII./XIX. Jh.). In: Der Islam 85 (2010), S. 1–155
- Rechtleitung und Heilszusage im Islam. Perspektiven auf das islamische Heilsverständnis ausgehend von klassischen Autoren. In: Hansjörg Schmid, Andreas Renz, Jutta Sperber (Hrsg.): Heil in Christentum und Islam. Erlösung oder Rechtleitung? (Theologisches Forum Christentum – Islam), Akademie der Diözese Rottenburg-Stuttgart, Stuttgart 2004, ISBN 3-926297-93-X, S. 39–54.
- Langue et Coran: Une lecture syro-araméenne du Coran. In: Arabica 3 (2003). S. 381–393, hier: S. 387–391 (Online verfügbar; PDF; 117 KB)
- Les sciences coraniques chez les Karrāmites du Khorasan: Le Livre des Fondations. In: Journal Asiatique. 288 (2000) 15–81.
- Koranwissenschaften unter den Karrāmiten. Notizen über den Autor des Kitāb al-Mabānī. In: Stefan Wild (Hrsg.): Norm und Abweichung. Akten des 27. Deutschen Orientalistentages (Bonn – 28. September bis 2. Oktober 1998). Ergon-Verlag, Würzburg 2001. ISBN 3-935556-68-3, S. 309–315.